# Landbrugsministre fra Færøerne
Landbrugsministeren (færøsk: landsstýrismaðurin í landbúnaðarmálum) var en ministerpost i Færøernes regering fra 1959 til 1998, men aldrig med eget ministerium. Siden 1998 har landbrugssager hørt under fiskeriministeren. Før dette var landbrugssager oftest samlet sammen med fiskeri- og/eller industrisager.
| Periode   | Navn                   | Parti                | Ministerium                                                                                      |
| --------- | ---------------------- | -------------------- | ------------------------------------------------------------------------------------------------ |
| 1959–1963 | Niels Winther Poulsen  | Sjálvstýrisflokkurin | Kommunal-, skole- og landbrugsministeriet                                                        |
| 1963–1967 | Karsten Hoydal         | Tjóðveldisflokkurin  | Industri- og landbrugsministeriet                                                                |
| 1967–1968 | Kristian Djurhuus      | Sambandsflokkurin    | Finans-, landbrugs- og fiskeriministeriet                                                        |
| 1970–1975 | Peter F. Christiansen  | Sambandsflokkurin    | Finans- og landbrugsministeriet                                                                  |
| 1975–1981 | Dánjal Pauli Danielsen | Fólkaflokkurin       | Handels-, landbrugs- og skoleministeriet                                                         |
| 1981–1985 | Páll Vang              | Fólkaflokkurin       | Landbrugs-, sundheds-, trafik- og justitsministeriet                                             |
| 1985–1989 | Jógvan Durhuus         | Tjóðveldisflokkurin  | Landbrugs-, skole- og sundhedsministeriet                                                        |
| 1989–1991 | Olaf Olsen             | Fólkaflokkurin       | Industri-, sundheds- og landbrugsministeriet                                                     |
| 1991–1993 | John Petersen          | Fólkaflokkurin       | Fiskeri- og landbrugsministeriet                                                                 |
| 1994–1995 | Óli Jacobsen           | Verkamannafylkingin  | Industri-, handels-, erhvervs-, arbejds-, landbrugs-, sikkerheds-, justits- og politiministeriet |
| 1995–1996 | Axel H. Nolsøe         | Verkamannafylkingin  | Industri-, handels-, erhvervs-, arbejds-, landbrugs-, sikkerheds-, justits- og politiministeriet |
| 1996–1998 | Ivan Johannesen        | Sambandsflokkurin    | Erhvervs-, opdræts- og landbrugsministeriet                                                      |